# Fu Baoshi

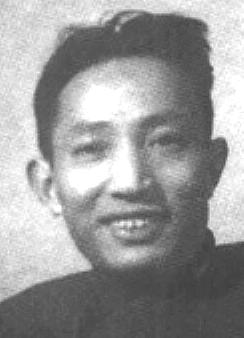
Fu Baoshi in 1947

Fu Baoshi (傅抱石; 1904 – 1965) was een Chinees kunstschilder en kunsthistoricus uit Xinyu, in de provincie Jiangxi. Zijn innovatieve technieken in gewassen inkt zorgden voor een omwenteling in de Chinese shan shui-landschapskunst. Kunstcritici beschouwen hem als een van de meest toonaangevende kunstenaars van het 20e-eeuwse China.

## Biografie
Fu Baoshi raakte op jonge leeftijd geïnteresseerd in de traditionele schilderkunst van China. Hij had een grote bewondering voor de schildermonnik Shitao (1642–1707) en veranderde op 18-jarige leeftijd zijn naam in Baoshi ('Omhels Shi(tao)'). Toen Fu 25 jaar was, schreef hij zijn eerste verhandeling over de Chinese schilderkunst, getiteld "Over de evolutie van Chinese schilderijen". In 1933 ging hij met de hulp van Xu Beihong (1895–1953) naar Tokio in Japan om een studie in de oosterse kunstgeschiedenis te volgen. Sindsdien nam Fu veel Japanse elementen op in zijn traditionele schilderijen.

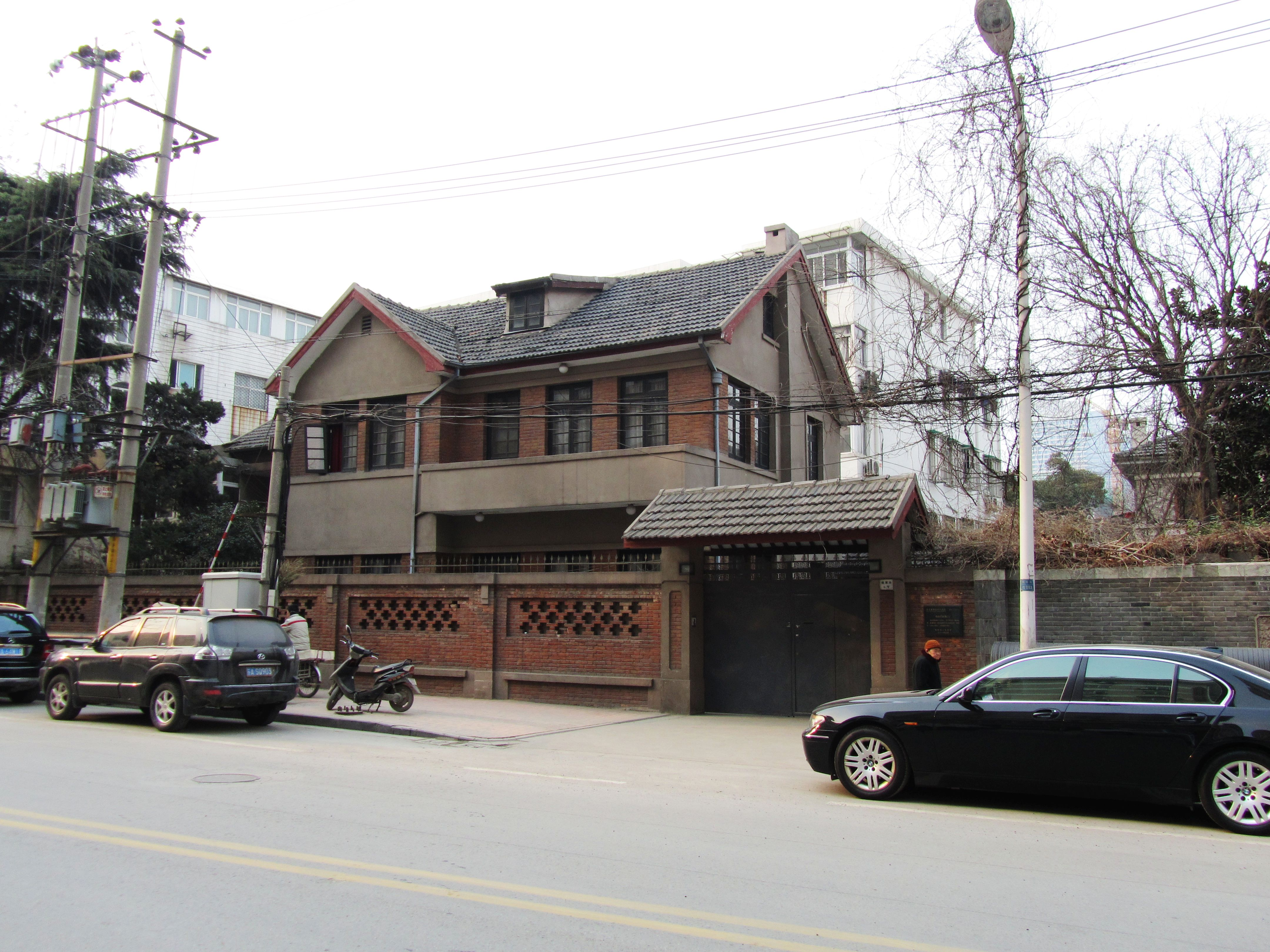
Fu Baoshi's eerste woning in Nanjing

In 1935 keerde Fu terug naar China en kreeg een leerstoel aan de Universiteit van Nanjing. In deze periode benadrukte het communistische regime van Mao Zedong de noodzaak om de Chinese schilderkunst te moderniseren, zodat ze toegankelijker zou worden voor de grote massa. Fu's schildersstijl sloot aan op dit ideaal, temeer daar hij naast Japanse invloeden ook westerse stijlen en technieken in zijn werken integreerde.
Fu hield een groot aantal tentoonstellingen in China en verwierf de reputatie als de belangrijkste hervormer van China's traditionele schilderkunst. Zijn reformaties vonden navolging bij andere kunstschilders in Nanjing. Zo legde Fu de basis voor de Nieuwe Jinling-school. Hiertoe behoorden onder andere Chen Zhifo (1896–1962), Qian Songyan (1898–1985), Song Wenzhi (1919–1999), Wei Zixi (1915–2002) en Ya Ming (1924–2002).

## Werk

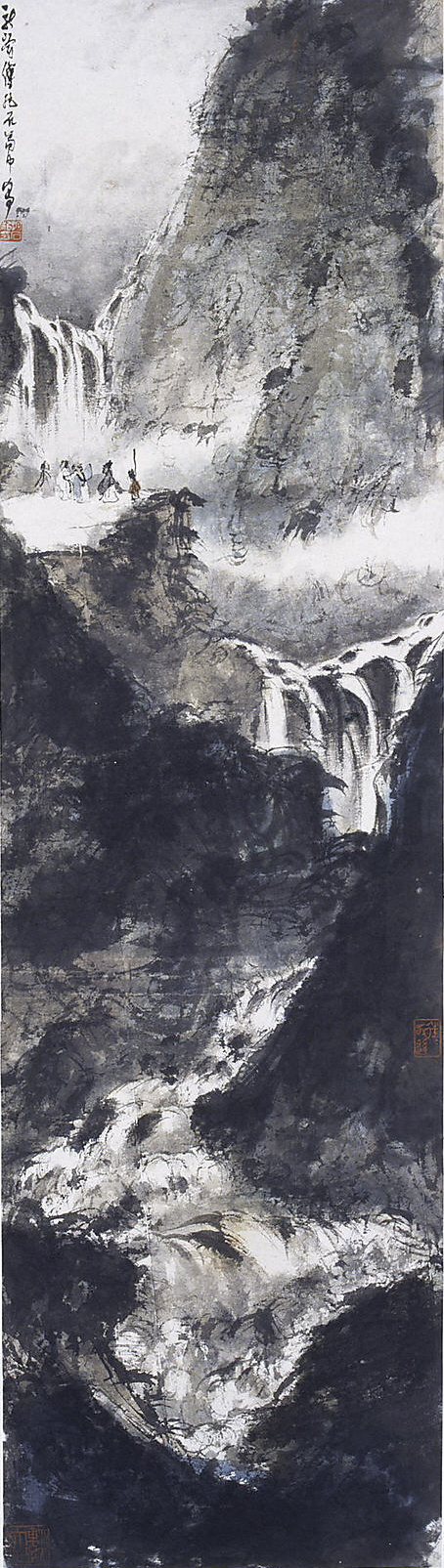
Zicht op een waterval vanaf een berghelling (1945)

Fu Baoshi creëerde een individualistische, spontane en sterk nationalistische schildersstijl met veel gebruik van kleur. Volgens Fu was de Chinese schilderkunst te veel vastgeroest in de monochrome, kalligrafische penseelvoering die veel kunstenaars eigen is. Hij benadrukte ook dat de kunstenaar emotioneel en fysiek betrokken moet zijn in zijn kunst. Om dit te bereiken werkte Fu vaak in een beschonken toestand.
Fu schilderde met name portretten en shan shui-landschappen. Zijn afbeeldingen van bekende Chinese personen uit de 3e en 4e eeuw werden veel geprezen. Voor zijn landschappen haalde Fu inspiratie uit de rivieren en bergen die hij op zijn vele reizen door China bezocht. Ook maakte hij een grondige studie van oude landschapsmeesters als Gu Kaizhi, Zhan Ziqian, Li Sixun, Wu Daozi, Li Zhaodao, Zhang Yanyuan en Jing Hao. Fu kopieerde een groot aantal schilderwerken van Gao Kegong, Ni Zan, Chen Hongshou, Cheng Sui, Kun Can, Zha Shibiao, Gong Xian, Mei Qing, Wui Li, Yun Shouping en Shitao, en trachtte zo hun stijl eigen te maken.
De landschappen van Fu kenmerken zich door unieke composities en nieuwe technieken om gewassen inkt aan te brengen, zoals geaccentueerde penseelstreken en inktspatten. Ondanks zijn moderne innovaties behielden Fu's landschappen de elegante, poëtische stijl die veel traditionele shan shui-werken eigen is. Zijn latere werken zijn echter grauwer en laten hoogspanningslijnen en luchthavens zien.

## Fu Baoshi-kunstmuseum

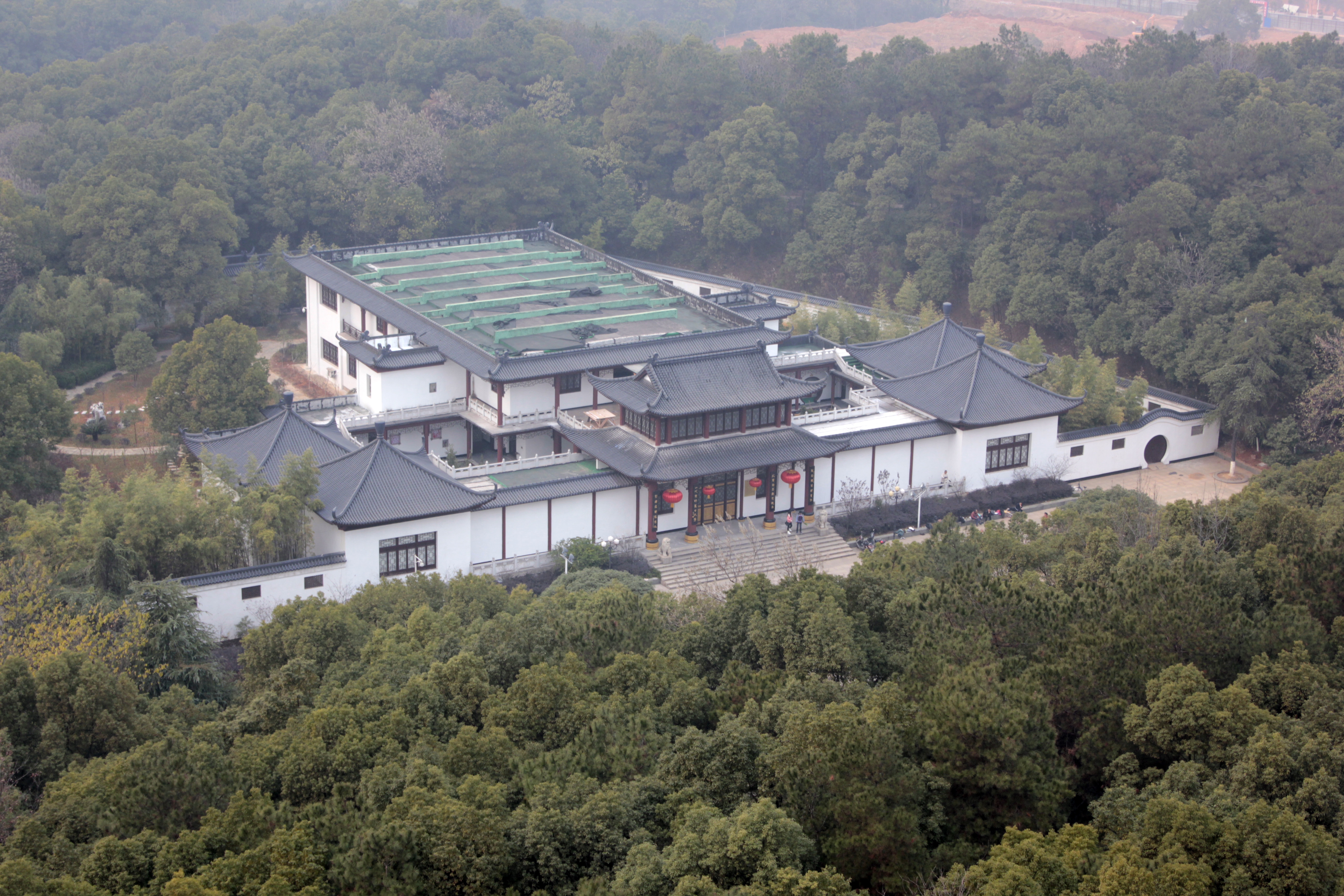
Het Fu Baoshi-kunstmuseum in Nanjing

Ter gelegenheid van het twintigste jaar sinds Fu Baoshi's overlijden besloot de Chinese regering in 1985 om diens laatste woning in Nanjing te gebruiken als herdenkingsmuseum. Het Fu Baoshi-kunstmuseum opende in 1987 zijn deuren en huisvest een permanente tentoonstelling van Fu's werken.
- Bibsys: 11079267
- Bibliothèque nationale de France: cb15025263x (data)
- CiNii: DA07164232
- Gemeinsame Normdatei: 131604279
- International Standard Name Identifier: 0000 0001 2126 9576
- KulturNav: 6b3ccd66-4c1c-4279-9fb6-5b7e8f1e50d2
- Library of Congress Control Number: n81022067
- Nationale Bibliotheek van Letland: 000211228
- Bibliotheek van het Japanse parlement: 00318022
- Nationale Bibliotheek van Tsjechië: jn20020717692
- Nationale bibliotheek van Australië: 36731107
- Nationale Bibliotheek van Israël: 987007507966205171
- Nederlandse Thesaurus van Auteursnamen: 168433230
- RKD-Nederlands Instituut voor Kunstgeschiedenis: 444249
- SNAC: w62v709r
- Système universitaire de documentation: 12623163X
- Trove: 1438950
- Union List of Artist Names: 500125751
- Virtual International Authority File: 32277190
- WorldCat: E39PBJxWPQPdkgjVx8hBQPT4MP